# ليونارد هاريس
ليونارد هاريس (بالإنجليزية: Leonard Harris)‏ هو ناقد سينمائي وصحفي وناقد أدبي وممثل أمريكي، ولد في 27 سبتمبر 1929 بذا برونكس في الولايات المتحدة، وتوفي في 28 أغسطس 2011 بهارتفورد في الولايات المتحدة بسبب ذات الرئة.

## أعمال

### أفلام
- (1976) سائق التاكسي[5][6]

## وصلات خارجية
- ليونارد هاريس على موقع IMDb (الإنجليزية)
- ليونارد هاريس على موقع روتن توميتوز (الإنجليزية)
- ليونارد هاريس على موقع ألو سيني (الفرنسية)
- ليونارد هاريس على موقع أول موفي (الإنجليزية)
- ليونارد هاريس على موقع قاعدة بيانات الأفلام السويدية (السويدية)
- ليونارد هاريس على موقع قاعدة بيانات الفيلم (الإنجليزية)
- ليونارد هاريس على موقع كينوبويسك (الروسية)